# Scott Seeley
Scott Richard Seeley (ur. 6 września 1975) – kanadyjski zapaśnik w stylu klasycznym. Zajął 30 miejsce na mistrzostwach świata w 2001. Brązowy medalista mistrzostw panamerykańskich w 2008 roku.
Zawodnik University of New Brunswick. 